# Loi sur les langues officielles (Canada)
Pour les articles homonymes, voir Loi sur les langues officielles.
Lire en ligne

Texte sur le site officiel

La Loi sur les langues officielles est une loi fédérale adoptée par le Parlement du Canada en 1969 sous l’impulsion du premier ministre Pierre Elliott Trudeau. Elle institue, pour la première fois, le français et l’anglais comme langues officielles de l’État fédéral canadien.

## Contexte historique

### La Loi constitutionnelle de 1867
Au Canada, depuis la Confédération, le français n’existait juridiquement qu’à travers l’article 133 de la Loi constitutionnelle de 1867. Cet article se lit comme suit : « Dans les chambres du [P]arlement du Canada et les chambres de la législature de Québec, l’usage de la langue française ou de la langue anglaise, dans les débats, sera facultatif; mais dans la rédaction des archives, procès-verbaux et journaux respectifs de ces chambres, l’usage de ces deux langues sera obligatoire; et dans toute plaidoirie ou pièce de procédure par-devant les tribunaux ou émanant des tribunaux du Canada qui seront établis sous l’autorité de la présente loi, et par-devant tous les tribunaux ou émanant des tribunaux de Québec, il pourra être fait également usage, à faculté, de l’une ou de l’autre de ces langues. Les lois du [P]arlement du Canada et de la législature de Québec devront être imprimées et publiées dans ces deux langues. »
Selon l’article 133, le français peut donc être utilisé au Parlement fédéral et dans les chambres de la législature du Québec de façon « facultative ». Le français comme l’anglais sont les langues de la justice dans les tribunaux relevant du fédéral ou dans les tribunaux du Québec. Finalement, les textes de loi doivent être publiés dans ces deux langues.
Mais l’article 133 limite l’usage du français aux sphères politique (parlementaire) et juridique, et ce, au Québec et au gouvernement fédéral seulement. Il ne reconnait donc pas précisément de droits quant à l’usage du français dans les services publics relevant du gouvernement fédéral. Ainsi, selon la Loi constitutionnelle de 1867, un citoyen ne possède aucun droit d’interagir avec l’État fédéral en français. Un fonctionnaire ne possède pas non plus le droit de travailler en français pour l’État fédéral. L’État fédéral canadien est donc, en pratique, unilingue anglais dans plusieurs sphères importantes de la vie publique : « [Q]uant à la fonction publique fédérale, il s’agissait essentiellement d’un appareil de langue anglaise contrôlé par des anglophones… »
Ceci est le cas malgré le fait qu’à l’époque de la Confédération, la population d’origine ethnique française au Canada représentait presque un habitant sur trois, soit 31,1 % de la population canadienne, tandis que la population d’origine ethnique britannique constituait 60,5 % du total (les autochtones représentaient seulement 1 %). Selon le recensement de 1871, 78 % de la population du Québec était d’ascendance française, et c’était également le cas pour 16 % de la population du Nouveau-Brunswick, 4,7 % de celle de l’Ontario et 8,5 % de celle de la Nouvelle-Écosse.
Même si de fortes minorités francophones étaient présentes dans plusieurs provinces, seul le Québec, l’unique province majoritairement française, se voyait imposer l’usage de l’anglais dans les tribunaux et dans les assemblées législatives avec l’article 133 de la Loi constitutionnelle de 1867. Le traitement des deux langues principales du pays, l’anglais et le français, est donc dès l’origine asymétrique; alors que la Loi constitutionnelle de 1867 impose le bilinguisme au Québec, elle ne l’impose pas en Ontario, malgré la présence d’une minorité substantielle de langue française. Cependant, il est à noter que la population anglophone au Québec avait un poids démographique plus important que la population francophone dans les autres provinces.

### La montée du mouvement indépendantiste québécois

Dans les années 1960, un nouveau mouvement indépendantiste prend forme au Québec. Le Rassemblement pour l'indépendance nationale (RIN) notamment réclame des institutions unilingues françaises.

La montée du mouvement indépendantiste au Québec au cours des années soixante bouscule cependant l’État fédéral canadien. Les tenants de l’indépendance, notamment ceux qui forment le Rassemblement pour l’indépendance nationale (RIN), réclament alors, entre autres, un État français (et non bilingue en vertu de l’article 133) et dénoncent le gouvernement fédéral qui, selon eux, nuit au fait français au pays. En guise de réponse politique face à cette poussée du mouvement indépendantiste au Québec, poussée qui menace l’unité canadienne, le gouvernement fédéral de Lester B. Pearson met sur pied la Commission royale d'enquête sur le bilinguisme et le biculturalisme, également connue sous le nom de « commission Laurendeau-Dunton ». Une partie du mandat de cette commission est de « recommander les mesures à prendre pour que la Confédération canadienne se développe d’après le principe de l’égalité entre les deux peuples qui l’ont fondée ». Accorder une plus grande place au français et aux francophones au Canada vise à offrir des solutions aux enjeux soulevés par les indépendantistes québécois. Selon Pearson, « [l’]intensité du sentiment national au Québec était telle qu’il devenait clair que si nous ne contenions et détruisions le séparatisme en faisant face à la Révolution tranquille, si nous ne traitions le Québec comme le cœur de la culture française au Canada, comme une province distincte des autres à certains égards, alors nous aurions le plus grand mal à maintenir l’unité de notre pays ». Comme le résume la linguiste Chantal Bouchard : « Après tout, il est assez clair que la [L]oi sur les langues officielles a été adoptée en grande partie en réponse aux menaces de séparation du Québec. » 
La commission d'enquête , lancée en 1963, effectue un travail considérable d’analyse et d’étude de la situation sociolinguistique et économique, et publie des rapports fouillés à partir de 1967. Elle découvre par exemple que, à l’époque, seulement 9 % des emplois de la fonction publique fédérale sont occupés par des francophones, bien que ceux-ci forment plus du quart de la population. De plus, la majorité des francophones dans la fonction publique fédérale travaillent en anglais. La commission Laurendeau-Dunton recommande entre autres au gouvernement fédéral de déclarer l’anglais et le français « langues officielles ». Ainsi, le français se verrait octroyer le statut de langue officielle pour la première fois depuis la conquête de la Nouvelle-France par le Royaume-Uni en 1760.
Cependant, avant la fin des travaux de la commission, le premier ministre Lester B. Pearson est remplacé par Pierre Elliott Trudeau comme chef du Parti libéral du Canada; et celui-ci remporte les élections fédérales du 25 juin 1968. Or le nouveau premier ministre Trudeau, contrairement à Pearson, n’est aucunement favorable à l’idée d’accorder des « droits collectifs » au Québec ou aux francophones. S’il est d’accord pour octroyer des droits à la langue française au Canada, cela est strictement fondé sur l’idée que ces droits sont rattachés aux individus en tant qu’individus et non en tant que membres d’un groupe « francophone ». C’est le « principe de personnalité » : « [L’]individualisme de Trudeau est bien sûr au centre de sa vision politique du monde : l’individu doit primer et toutes les collectivités d’emblée sont suspectes, voilà qui ne peut être remis en cause. » De plus, « si les droits des francophones doivent être garantis, ce [que Trudeau] croit fermement, c’est tout simplement en raison du nombre de personnes qui parlent français. Du reste, d’autres groupes, même sans pouvoir se réclamer de l’histoire, pourraient revendiquer les mêmes droits s’ils étaient suffisamment nombreux ». Cette vision individualiste des droits linguistiques aura de profondes conséquences sur les politiques de l’État fédéral canadien dans les décennies qui suivront.
Trudeau adoptera donc seulement certaines propositions de la commission Laurendeau-Dunton, soit celles qui s’accordent avec sa vision très personnelle des droits linguistiques, et rejettera les recommandations basées sur le « principe de territorialité » et celles qui visent à accorder des « droits collectifs » aux francophones et, surtout, des droits particuliers pour le Québec. Il écartera de plus la notion de « biculturalisme », pourtant au cœur de l’implication d’André Laurendeau comme président et moteur intellectuel de la commission Laurendeau-Dunton. La vision de Trudeau mènera à la Loi sur les langues officielles, adoptée par le Parlement fédéral canadien en 1969.

## La Loi sur les langues officielles

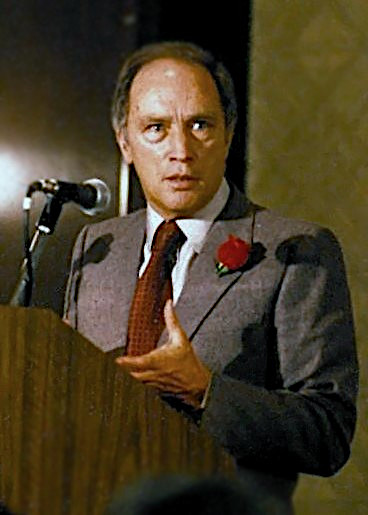
Pierre Elliott Trudeau a fait adopter la première Loi sur les langues officielles en juillet 1969.

La Loi sur les langues officielles (LLO) originale de 1969 compte 39 articles. À la suite du rapatriement de la Constitution canadienne en 1982 et de l’ajout d’une charte des droits et libertés incluant certains droits linguistiques (notamment des droits de fréquentation scolaire), la LLO de 1969 est abrogée en 1988 et remplacée par une nouvelle loi, qui compte 110 articles.
Cette mouture de 1988 a pour objets ou objectifs : 
- « d’assurer le respect du français et de l’anglais à titre de langues officielles du Canada, leur égalité de statut et l’égalité de droits et privilèges quant à leur usage dans les institutions fédérales, notamment en ce qui touche les débats et travaux du Parlement, les actes législatifs et autres, l’administration de la justice, les communications avec le public et la prestation des services, ainsi que la mise en œuvre des objectifs de ces institutions;
- d’appuyer le développement des minorités francophones et anglophones et, d’une façon générale, de favoriser, au sein de la société canadienne, la progression vers l’égalité de statut et d’usage du français et de l’anglais;
- de préciser les pouvoirs et les obligations des institutions fédérales en matière de langues officielles ».
Le premier objet déclare le français et l’anglais « langues officielles », récapitule et renforce l’article 133 de la Loi constitutionnelle de 1867, et étend l’obligation de bilinguisme du gouvernement fédéral aux communications avec le public ainsi qu’à la prestation de services. Juridiquement, le français et l’anglais sont donc à égalité au Canada.
La loi permet également l'usage de l’anglais et du français comme langues de travail au sein de la fonction publique fédérale dans certaines régions canadiennes dites bilingues (dont la région de Ottawa-Gatineau, Montréal et le Nouveau-Brunswick) ainsi que dans d'autres régions canadiennes et dans certains bureaux à l'étranger.
Le deuxième objet donne au gouvernement fédéral un rôle actif qui consiste à « appuyer le développement des minorités francophones et anglophones » et à assurer la « progression vers l’égalité de statut et d’usage du français et de l’anglais ». Cette clause sur les minorités, ajoutée en 1988, s'éloigne de l'esprit individualiste de la version originale de la loi et certains juristes y voient une reconnaissance de droits collectifs en matière de langues officielles.
Le troisième objet vise à circonscrire la loi afin de limiter les obligations du gouvernement fédéral en matière de bilinguisme. Cet objet donnera lieu, par exemple, à la règle du « quand le nombre le justifie », qui servira à établir des balises pour la disponibilité des services offerts en français par le gouvernement fédéral.
Enfin, la nouvelle version de la loi crée le Commissariat aux langues officielles, chargé par le Parlement de recevoir les plaintes du public, de faire enquête et d’émettre des recommandations.
Les règlements et politiques d'application de la loi mettent en place des profils linguistiques (anglophone, francophone, bilingue) pour certaines fonctions dans l'administration fédérale. Les ministères, agences et organismes doivent avoir à leur emploi un certain nombre de personnes pouvant servir le public dans l'une ou l'autre des langues officielles. Les fonctionnaires unilingues font l’objet d’incitatifs pour apprendre l'autre langue, le gouvernement fournissant des formations linguistiques ou accordant une prime au bilinguisme.
Même si elle est adoptée par tous les partis politiques à la Chambre des communes, la loi reçoit un accueil mitigé dans les capitales provinciales. Si le Nouveau-Brunswick suit l'exemple d'Ottawa en adoptant sa propre loi sur les langues officielles, l'Ontario refuse d'emboîter le pas et décide plutôt d'offrir des services en français dans certaines régions seulement. De son côté, le Manitoba, qui a banni le français de son assemblée législative et de ses tribunaux en 1890, ne fera marche arrière qu'à la suite d'un arrêt de la Cour suprême du Canada, en 1979.

## Bilan de la Loi sur les langues officielles
(avril 2024).
Plus de cinquante ans après l’adoption de la LLO, le bilan que l’on peut en tirer est mitigé. Si cette loi a bien mené à la reconnaissance du français en tant que langue officielle au Canada, ce qui constitue une avancée notable sur le plan juridique, son fondement intellectuel, soit le « principe de personnalité », n’a pas permis d’assurer l’égalité de « statut ou d’usage du français et de l’anglais » au pays.
Le « principe de personnalité » favorisé par Trudeau opère une scission entre la langue et la culture : d’un côté, on autorise l’usage du français selon la préférence individuelle de la personne; de l’autre, l’État fédéral canadien refuse de reconnaitre que le français est vecteur et partie prenante d’une culture et que le Québec est le siège principal de cette culture au Canada. Au Canada, à l’époque de la promulgation de la loi, les anglophones sont deux fois plus nombreux, au plan démographique, que les francophones. En mettant l’anglais et le français sur un pied d’égalité juridique, mais en s’appuyant sur le principe de personnalité et en faisant fi du rapport de force démographique entre les langues au Canada, la LLO s’assurait que le « bilinguisme compétitif » français-anglais au Canada allait perdurer. Et dans un contexte de bilinguisme compétitif, l’avantage va à la langue la plus forte, qui est l’anglais au Canada. Le bilinguisme compétitif peut même mener à la disparition de la langue la plus faible. La commission Laurendeau-Dunton écrivait d’ailleurs : « L’État bilingue n’existe pas pour propager le bilinguisme chez les individus. Car si chacun devient complètement bilingue dans un pays bilingue, l’une des langues sera superflue comme moyen de communication, tous pouvant communiquer dans l’autre. Dans de tels cas, la langue prédominante accroît son avantage et l’autre langue s’éteint graduellement, parfois en quelques générations. »
La commission Laurendeau-Dunton soulignait également que le bilinguisme ne pouvait aller sans sa contrepartie, le biculturalisme . Évacuer la notion de biculturalisme était une façon d’enterrer la notion de « peuples fondateurs » honnie par Trudeau, mais chère à des générations de Canadiens français et base de leur compréhension du Canada. La LLO met donc fin au mythe du Canada comme « pacte » entre deux « peuples fondateurs », soit les Britanniques et les Français.
La LLO est basée sur l’idéal du bilinguisme individuel. Pour Trudeau, le bilinguisme individuel était la clé de « l’unité nationale ». Cependant, cette idée va à contre-courant de tendances établies de longue date au Canada. Historiquement, en effet, ce sont surtout « les Canadiens français qui ont dû devenir bilingues ». Le taux de bilinguisme au pays a tout de même connu une amélioration depuis l’adoption de la LLO, passant de 12,2 % en 1961 à 17,9 % en 2016. Cependant, le bilinguisme au Canada est encore de façon disproportionnée le fait de Canadiens de langue maternelle française; de façon globale, l’amélioration du bilinguisme au Canada tient beaucoup à l’amélioration de la connaissance de l’anglais chez les francophones au Québec. De plus, hors Québec, le taux de rétention du français à l’âge adulte, pour ceux qui deviennent bilingues à l’école primaire ou secondaire, est assez faible.
La LLO institue l’existence d’une « double minorité » au Canada, soit une minorité de langue française dans les provinces anglaises (hors Québec) et une minorité de langue anglaise au Québec. Il semble contradictoire qu’une loi promulguée par le gouvernement fédéral et ciblant l’État fédéral désigne les anglophones, pourtant deux fois plus nombreux que les francophones, en tant que « minorité ». L’usage de l’anglais au Canada est assuré, en soi, par la prépondérance démographique des anglophones. Mais avec le deuxième objet de la LLO, Ottawa met de l’avant le bilinguisme au Québec, ce qui favorise le renforcement de l’anglais en sol québécois.
En concevant la LLO, Ottawa craignait que des mesures de « renforcement du français » puissent « encourager le nationalisme », et c’est pourquoi « les autorités fédérales ont toujours soigneusement évité de reconnaitre publiquement le besoin de raffermir le statut du français au Québec ». Si l’État fédéral est intervenu de façon soutenue au Québec dans le domaine linguistique, c’est pour « renforcer la position de la minorité anglophone ». La commission Laurendeau-Dunton avait pourtant démontré, peu de temps avant l’adoption de la LLO, à quel point l’anglais était la langue dominante sur le plan économique au Québec, et spécialement dans la région métropolitaine de Montréal.
L’objectif premier de la LLO était de faire de l’État fédéral canadien un gouvernement bilingue. Aujourd’hui, le bilinguisme est requis pour une proportion non négligeable des postes (30,3 %; mais seulement environ la moitié de ces postes exigent le niveau de bilinguisme le plus élevé) et la proportion des francophones dans la fonction publique fédérale a grimpé à 28,0 %. Cependant, ces chiffres camouflent une réalité, qui est celle de l’usage relativement faible du français au gouvernement fédéral. Ainsi, une étude effectuée par le Conseil du trésor a révélé que le français n’est utilisé que « 30 % du temps dans les régions bilingues ». L’objectif de rendre bilingue la fonction publique a donc été atteint seulement de façon partielle : « [D]ans la fonction publique, qui est l’appareil gouvernemental auquel la Commission avait consacré la plus grande partie de son temps, les résultats sont plus mitigés […]. » Aujourd’hui, on peut affirmer que « le français n’a toujours pas la place qui lui est due dans l’administration fédérale ».
Mais les ambitions de Trudeau avec la LLO étaient plus vastes : il s’agissait de faire du Canada au complet un pays bilingue, où les francophones se sentiraient chez eux partout. Il s’agissait d’atteindre « l’égalité linguistique pancanadienne ».
Or, la LLO n’a nullement arrêté l’anglicisation des minorités francophones hors Québec. Le recensement de 1971, le premier à avoir été effectué après les travaux de la commission Laurendeau-Dunton, a révélé que, dans toutes les provinces canadiennes sauf au Québec et au Nouveau-Brunswick, la majorité des Canadiens d’origine française n’utilisaient pas le français comme langue première à la maison. Ce processus d’assimilation linguistique s’est même accéléré depuis 1971. On peut penser que, « sans les réformes linguistiques, le taux d’assimilation aurait été supérieur, mais ce n’est pas vraiment un argument qui démontre le succès de ces réformes ». Le professeur Charles Castonguay conclura en 2002 : « [À] l’échelle du Canada, la population de langue française demeure globalement en situation d’assimilation collective. » Pourquoi la LLO a-t-elle échoué à endiguer l’assimilation des francophones hors Québec? En partie parce qu’en écartant la notion de droits collectifs, Trudeau a « fait abstraction du contenu social de l’usage des langues ».
Avec l’adoption de la Charte de la langue française en 1977, le Québec légifère pour mettre fin au bilinguisme et se tourne vers une politique linguistique incorporant de forts éléments de territorialité. Cela est un désaveu explicite des principes sur lesquels la LLO est basée. La commission Laurendeau-Dunton avait reconnu que « le destin du français au Canada dépendait, en dernière analyse, de sa vitalité au Québec, patrie de 80 % des francophones du Canada ». Pour beaucoup de nationalistes québécois, le « système fédéral apparaissait hostile aux principales préoccupations linguistiques de la majorité des Québécois francophones ». Il revenait donc au gouvernement du Québec de « s’occuper du problème du statut du français dans la province ».
Récemment, le gouvernement fédéral a reconnu pour la première fois que le français était en recul au Canada et qu’il devait lui-même « contribuer aux efforts pour redresser la situation ». La refonte de la LLO qu’il propose vise notamment à reconnaitre que « le français est la langue officielle du Québec »; si elle est adoptée, elle rompra ainsi avec la vision de Pierre Elliott Trudeau et la LLO originale.
De façon globale, la LLO n’a atteint ni son objectif premier, qui était de rendre le gouvernement fédéral bilingue, ni celui d’assurer l’égalité linguistique pancanadienne. On peut en conclure que la « politique linguistique du gouvernement Trudeau a affaibli l’unité nationale plus qu’elle ne l’a renforcée ».